# Due Giorni Marchigiana
La Due Giorni Marchigiana è una competizione di ciclismo su strada maschile riservata alle categorie Under-23 ed Elite senza contratto, che si disputa nella regione delle Marche in Italia, ogni anno in agosto. Si disputano due gare in linea, il Trofeo Città di Castelfidardo ed il Gran Premio Industria, Commercio e Artigianato di Castelfidardo. Fino al 2007 si correva il Gran Premio Fred Mengoni. Dal 2002 al 2007 era calcolata una classifica generale a punti, che teneva conto dei piazzamenti nelle due gare.

## Albo d'oro
| Anno      | Trofeo Città di Castelfidardo | Gran Premio Fred Mengoni | Due Giorni Marchigiana |
| --------- | ----------------------------- | ------------------------ | ---------------------- |
| 2001      | Boštjan Mervar                | Fabio Bulgarelli         | Dmitrij Gainitdinov    |
| 2002      | Fabio Sacchi                  | Danilo Di Luca           | Fabio Sacchi           |
| 2003      | Michele Gobbi                 | Alessio Galletti         | Alessio Galletti       |
| 2004      | Emanuele Sella                | Damiano Cunego           | Damiano Cunego         |
| 2005      | Murilo Antonio Fischer        | Luca Mazzanti            | Luca Mazzanti          |
| 2006      | Paolo Bossoni                 | Andrea Tonti             | Andrea Tonti           |
| 2007-2022 | non disputata                 | non disputata            | non disputata          |
| Anno      | Trofeo Città di Castelfidardo | Gran Premio Santa Rita   |                        |
| 2023      | Matteo Pongiluppi             | Giosuè Epis              |                        |
| 2024      | Francesco Della Lunga         | Kyrylo Carenko           |                        |
| 2025      | Tommaso Dati                  | Francesco Parravano      |                        |